# Зинченко, Сергей Филиппович
Сергей Филиппович Зинченко (1919—1992) — лейтенант Рабоче-крестьянской Красной Армии, участник Великой Отечественной войны, Герой Советского Союза (1945).

## Биография
Родился 22 апреля 1919 года в посёлке Петровский (ныне — Большечерниговский район Самарской области).
Окончил шесть классов школы и школу механизации сельского хозяйства, после чего работал трактористом и комбайнёром. В 1939 году Зинченко был призван на службу в Рабоче-крестьянскую Красную Армию. С августа 1941 года — на фронтах Великой Отечественной войны. В 1944 году Зинченко окончил Орловское танковое училище. К январю 1945 года лейтенант Сергей Зинченко командовал танковой ротой 2-го батальона 65-й танковой бригады 11-го танкового корпуса 69-й армии 1-го Белорусского фронта. Отличился во время освобождения Польши.
14 января 1945 года во время боёв на подступах к городу Зволень, когда советская рота попала под сильный обстрел двух артиллерийских батарей противника, Зинченко вывел её из-под огня, обошёл с ней минное поле и уничтожил артиллерийскую батарею и два дзота.
Указом Президиума Верховного Совета СССР от 24 марта 1945 года лейтенант Сергей Зинченко был удостоен высокого звания Героя Советского Союза с вручением ордена Ленина и медали «Золотая Звезда».
После окончания войны Зинченко был уволен в запас. Проживал в посёлке Глушицкий Большечерниговского района, работал механизатором. В 1979 году вышел на пенсию и переехал в Куйбышев.
Умер 25 мая 1992 года, похоронен в Самаре на Рубёжном кладбище.
Был также награждён орденами Красного Знамени, Александра Невского и Отечественной войны 1-й степени, рядом медалей.